# Красное ядро
Красное ядро (лат. Nucleus ruber) — структура в среднем мозге, участвующая в координации движений. Оно состоит из хвостовой магноцеллюлярной (крупноклеточной) и ростральной — парвоцеллюлярной (мелкоклеточной) части. Красное ядро находится в покрышке среднего мозга рядом с чёрной субстанцией. Красное ядро и чёрная субстанция являются подкорковыми центрами экстрапирамидной двигательной системы.

## Анатомия
Это удлинённое колбасовидное образование простирается в покрышке ножки мозга от гипоталамуса промежуточного мозга до нижнего двухолмия, где от него начинается важный нисходящий тракт, tractus rubrospinalis, соединяющий красное ядро с передними рогами спинного мозга. Пучок этот после выхода из красного ядра перекрещивается с аналогичным пучком противоположной стороны в вентральной части срединного шва — вентральный перекрест покрышки. Цвет красного ядра обусловловлен железом, которое присутствует по крайней мере в двух различных формах: в виде гемоглобина и ферритина.

## Физиология
Nucleus ruber является весьма важным координационным центром экстрапирамидной системы, связанным с остальными её частями. К нему проходят волокна от мозжечка в составе верхних ножек последнего, после их перекреста под крышей среднего мозга, вентрально от aqueductus cerebri, а также от globus pallidus — самого нижнего и самого древнего из подкорковых узлов головного мозга, входящих в состав экстрапирамидной системы. Благодаря этим связям мозжечок и экстрапирамидная система через посредство красного ядра и отходящего от него tractus rubrospinalis оказывают влияние на всю скелетную мускулатуру в смысле регуляции бессознательных автоматических движений. Красное ядро имеет проекции к моторным ядрам спинного мозга, ведающим движением передних и задних конечностей и находится под контролем коры головного мозга. Nucleus ruber — важная промежуточная инстанция интеграции влияний переднего мозга и мозжечка при формировании двигательных команд к нейронам спинного мозга.

### Участие в кортикорубральном тракте
Красное ядро получает большое число нервных волокон непосредственно от первичной моторной коры через кортикорубральный тракт, а также множество коллатералей от кортикоспинального тракта, когда он проходит через средний мозг. Эти волокна формируют синапсы в нижней, крупноклеточной (магноцеллюлярной) части красного ядра, где находятся крупные нейроны, по размерам схожие с клетками Беца в моторной коре. Эти нейроны дают начало руброспинальному тракту, который переходит на противоположную сторону в нижней части ствола мозга и спускается в боковые столбы спинного мозга, следуя в непосредственной близости к кортикоспинальному тракту и впереди него.

## Патофизиология
При поражении красного ядра и его путей у животного развивается так называемая децеребрационная ригидность. При повреждениях красного ядра возникают различные типы синдромов:
- Синдром Клода
- Синдром Бенедикта

Синдром Клода — альтернирующий синдром при локализации патологического очага в покрышке среднего мозга, обусловленный поражением нижней части красного ядра, через которую проходит корешок III нерва, а также денто-рубральных связей, проходящих через верхнюю ножку мозжечка. На стороне патологического процесса — признаки поражения глазодвигательного нерва (птоз верхнего века, расширение зрачка, расходящееся косоглазие), а на противоположной стороне — интенционное дрожание, гемиатаксия, мышечная гипотония. Описал в 1912 г. французский невропатолог и психиатр Анри Клод (Н.Claude).
Синдром Бенедикта — (M. Benedict, 1835—1920, австрийский невропатолог) альтернирующий синдром возникает при поражении среднего мозга на уровне красного ядра и мозжечково-красноядерного пути: сочетание паралича глазодвигательного нерва на стороне поражения с хореоатетозом и интенционным дрожанием на противоположной стороне.